# Іванов Сергій Олександрович
Сергій Олександрович Іванов — старший лейтенант Збройних сил України, учасник російсько-української війни, що відзначився у ході російського вторгнення в Україну. Герой України (посмертно).

## Нагороди
- Звання «Герой України» з удостоєнням ордена «Золота Зірка» (28 червня 2024, посмертно) — за особисту мужність і героїзм, виявлені у захисті державного суверенітету та територіальної цілісності України, самовіддане служіння Українському народові[1].